# Dolerus picipes
Dolerus picipes är en stekelart som först beskrevs av Johann Christoph Friedrich Klug 1818.  Dolerus picipes ingår i släktet Dolerus, och familjen bladsteklar. Arten är reproducerande i Sverige.